# Kunashir
Kunashir (em russo:  Кунашир, em japonês:  国後島, Kunashiri) é uma ilha russa no arquipélago das ilhas Curilas. Tem uma área de 1490 km². Pertence ao grupo das Curilas Meridionais. O Japão mantém com a Rússia uma disputa por esta ilha, já que a reclama desde há muito.
A ilha faz parte do raion de Yuzhno-Kurilsk, cujo centro administrativo é o assentamento de tipo urbano Yuzhno-Kurilsk, do óblast de Sacalina.

## História

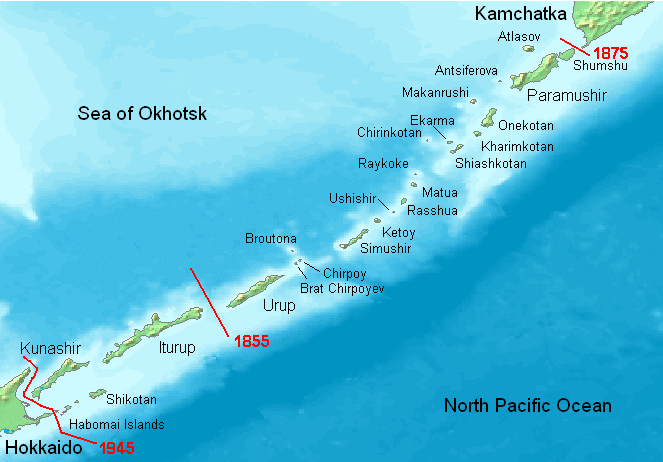
Mudanças de fronteiras ao longo do tempo na região.

Em 1789, a ilha de Kunashir foi um dos cenários da batalha Menashi-Kunashir, na qual os ainu se rebelaram contra os comerciantes japoneses e os colonos.
O navegante russo Vasily Golovnin fez um mapa da ilha e explorou-a em 1811, sendo atraído a terra e feito prisioneiro, acusado de violar a Sakoku (uma política japonesa que proibia os estrangeiros de entrar no Japão). Foi mantido em cativeiro durante dois anos pelos japoneses na ilha de Hokkaido.
Em 1 de setembro de 1945, um dia antes da entrega dos documentos de rendição do Japão na Segunda Guerra Mundial e depois da declaração de 9 de agosto de 1945, de acordo com as decisões da Conferência de Yalta, a União Soviética anexou as ilhas Curilas e os territórios em disputa, principalmente do norte, que o governo japonês afirma que não são parte das ilhas Curilas por razões históricas, tendo iniciado uma disputa que se mantém até aos dias de hoje.
Em 1 de novembro de 2010 o presidente da Rússia Dmitri Medvedev visitou Kunashir, convertendo-se no primeiro dirigente russo que viajou até às ilhas Curilas.

## Geografia
A ilha Kunashir fica entre as coordenadas geográficas latitude: 43°40' e 44°30'N, e  longitude: 145°25' e 146°33'E.
A sua máxima altitude é 1822 m, no topo do vulcão Tyatya. Na parte sul fica a caldeira vulcânica Golovnin, com 543 m de altitude.
A nordeste fica a ilha Iturup, separada pelo estreito de Ekaterina, a sudeste as ilhas Jabomai e Shikotan, separadas pelo estreito das Curilas Meridionais, e a oeste a ilha japonesa de Hokkaidō, pelo estreito de Kunashir.